# Рыбкин, Василий Филиппович
Василий Филиппович Рыбкин (1914—1948) — красноармеец Рабоче-крестьянской Красной Армии, участник Великой Отечественной войны, Герой Советского Союза (1945).

## Биография
Василий Рыбкин родился в 1914 году в селе Гремячье (ныне — Покровский район Орловской области). После окончания семи классов школы проживал и работал в Горловке, Енакиево, Копейске. В июле 1943 года Рыбкин был призван на службу в Рабоче-крестьянскую Красную Армию. С сентября того же года — на фронтах Великой Отечественной войны.
К июню 1944 года красноармеец Василий Рыбкин был пулемётчиком 1-й стрелковой роты 757-го стрелкового полка 222-й стрелковой дивизии 33-й армии 3-го Белорусского фронта. Отличился во время освобождения Могилёвской области Белорусской ССР. 23 июня 1944 года Рыбкин одним из первых переправился через реку Проня в районе деревни Головичи Горецкого района и принял активное участие в боях за захват и удержание плацдарма на её берегу, отразив большое количество немецких контратак.
Указом Президиума Верховного Совета СССР от 24 марта 1945 года за «образцовое выполнение боевых заданий командования на фронте борьбы с немецкими захватчиками и проявленные при этом мужество и героизм» красноармеец Василий Рыбкин был удостоен высокого звания Героя Советского Союза с вручением ордена Ленина и медали «Золотая Звезда» за номером 8164.
После окончания войны Рыбкин был демобилизован. Проживал и работал на станции Хацепетовка (ныне — город Углегорск Донецкой области Украины). Скоропостижно умер 1 января 1948 года.